# Montferrat, Isère
Montferrat är en kommun i departementet Isère i regionen Auvergne-Rhône-Alpes i sydöstra Frankrike. Kommunen ligger i kantonen Saint-Geoire-en-Valdaine som tillhör arrondissementet La Tour-du-Pin. År 2022 hade Montferrat 1 839 invånare.

## Befolkningsutveckling
Antalet invånare i kommunen Montferrat
Referens:INSEE